# Erinnyis stheno
Erinnyis stheno (Geyer, 1829) è un lepidottero appartenente alla famiglia Sphingidae, endemico delle Isole Vergini Americane.

## Descrizione

### Adulto
È molto simile a E. obscura obscura, ma rispetto a quest'ultima specie presenta un'ala anteriore più corta e ampia, e nel maschio la linea nera longitudinale viene sostituita da un disegno trasversale a forma di freccia.

L'ala posteriore è marroncina, tendente all'arancione, ma il margine esterno risulta brunastro, particolarmente nella zona del tornus. La pagina inferiore della ali appare di un rosso-brunastro abbastanza uniforme, leggermente più chiaro nell'ala posteriore.

Il torace è grigiastro e l'addome si mostra di un color bianco sporco, più chiaro segnatamente a livello ventrale e pseudoventrale.

Le antenne sono filiformi e appena uncinate alle estremità, con una lunghezza pari a due terzi di quella della costa.

Il genitale maschile ricorda quelli di E. obscura obscura ed E. o. conformis.

### Larva
Il bruco è verde-giallastro, con due linee laterali grigiastre che corrono dal capo fino alla base del cornetto caudale, come in Erinnyis obscura.

### Pupa
La crisalide è anoica, lucida e nerastra, con disegni arancioni, ed un cremaster poco sviluppato. Si può rinvenire entro un bozzolo posto a scarsa profondità nella lettiera del sottobosco.

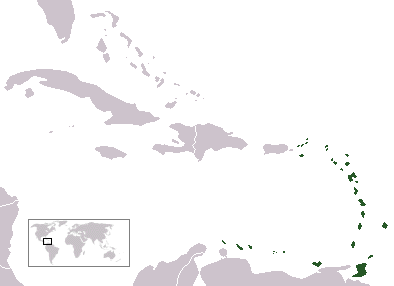
Le Piccole Antille, che comprendono l'isola di Saint Croix, locus typicus della specie

## Distribuzione e habitat
L'areale di questa specie comprende esclusivamente le Piccole Antille, all'interno delle quali si trova l'isola di Saint Croix, che è il locus typicus della specie
L'habitat è rappresentato da foreste tropicali.

## Biologia
Durante l'accoppiamento, le femmine richiamano i maschi grazie ad un feromone rilasciato da una ghiandola, posta all'estremità dell'addome.

### Periodo di volo
Gli adulti sono rinvenibili tutto l'anno.

### Alimentazione
I bruchi attaccano le foglie di membri delle Apocynaceae.

## Tassonomia

### Sottospecie
Allo stato attuale non vengono riconosciute sottospecie.

### Sinonimi
Secondo alcuni autori, la specie sarebbe un sinonimo di Erinnyis obscura.